# توکایان خندان
توکایان خندان (نام علمی: Leiothrichidae) نام یک تیره از راسته گنجشک‌سانان است.